# ادبیات عاشقانه

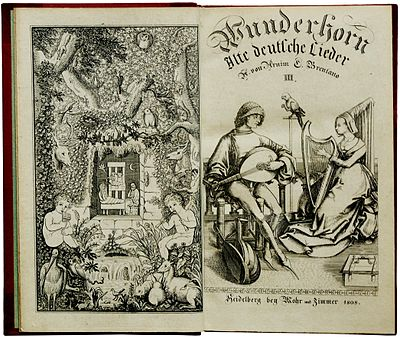
ادبیات عاشقانه

ادبیات عاشقانه گونه‌ای از ادبیات است که به بیان موضوع و مضمون عاشقانه می‌پردازد. در ادبیات فارسی، ادبیات عاشقانه زیرمجموعهٔ ادبیات غنایی قرار می‌گیرد. مثنوی و به‌ویژه مثنوی‌های عاشقانه در سبک عراقی شعر فارسی فراوان است. از شاعران شعر عاشقانه می‌توان به سعدی و قاآنی اشاره کرد. مشهورترین منظومه‌های عاشقانه ادبیات فارسی عبارتند از:
- بیژن و منیژه : ابوالقاسم فردوسی
- دختر خورشید و پسر ماه : محمدرضا تقوی فرد
- زال و رودابه : فردوسی
- زهره و منوچهر : ایرج میرزا
- حسن و دل : فتاحی نیشابوری (محمد بن یحیی سیبک)
- خسرو و شیرین : نظامی گنجوی
- خورشید و مهپاره : طبیب قمی
- شیخ صنعان و دختر ترسا : عطار نیشابوری
- عزیز و غزال : سید اشرف‌الدین حسینی (نسیم شمال)
- گل و نوروز : خواجوی کرمانی
- لیلی و مجنون : نظامی گنجوی
- مهر و ماه : جمالی دهلوی
- مهر و مشتری : عصار تبریزی
- ناظر و منظور : وحشی بافقی
- ورقه و گلشاه : عیوقی
- ویس و رامین : فخرالدین اسعد گرگانی
- همای و همایون : خواجوی کرمانی
- یوسف و زلیخا : جامی[۱]
- جمشید و خورشید : مستور بیگدلی

## ادبیات عاشقانه نمایشی در ایران
نمایشنامه تراژدی مرگ ایرن شرح درآمیختگی پرحادثه و پر از عشق و نفرت دو سردار دلیر و لایق به نام‌های بهمن و بهرام از یک طرف و خواهران ایلا و ایرن و مادرشان از سوی دیگر است.
سردار بهمن، کامیاب از عشق ایرن، برای فرماندهی ارتش ایران در جنگ سهمگین با چین برگزیده می‌شود، پیروزمندانه تا پایتخت چین پیش می‌رود و آنگاه با توطئه و همدستی بهرام و ایلای کین‌دار و چرخاچرخ روزگار کشته می‌شود. با این رخداد، گام به گام دوزخی هولناک پدیدار می‌شود.